# 면역 시냅스
면역 시냅스(영어: immunological synapse 또는 immune synapse)는 면역학에서 항원제시세포 또는 표적 세포와 T/B 세포 또는 자연 살해 세포와 같은 림프구 사이의 경계면이다. 인터페이스는 원래 주요 구조 패턴을 공유하는 신경 시냅스의 이름을 따서 명명되었다. 면역 시냅스는 T 세포 활성화에 관여하는 분자로 구성되며, 이는 전형적인 패턴인 활성화 클러스터를 구성한다. 면역 시냅스는 많은 지속적인 연구들의 주제이다.

## 같이 보기
- 항원제시세포
- 시냅스